# Середня (річка)
Середня (рос. Средняя) — річка в Україні, в Звягельському районі Житомирської області, права притока річки Смолки (басейн Прип'яті).

## Опис
Довжина річки 13 км. Висота витоку річки над рівнем моря — 237 м; висота гирла над рівнем моря — 222 м; падіння річки — 15 м; похил річки — 1,16 м/км. Формується з декількох безіменних струмків. Площа басейну 30,9 км².

## Розташування
Середня бере свій початок на північній околиці села Озерянка. Спочатку тече на північний схід, а в селі Середня повертає на північний захід і протікає через село Вишнівка. На сході від села Мирославль впадає в річку Смілку, притоку Случі.